# Nickel (Familienname)
Nickel ist ein deutscher Familienname.

## Namensträger

### A
- Adolf Nickel (1824–1905), deutscher Kunstmaler, siehe Adolf Nickol
- Adolf von Nickel (1857–1937), deutscher Politiker
- Arthur Nickel (1903–?), tschechoslowakischer Politiker

### B
- Bernd Nickel (1949–2021), deutscher Fußballspieler
- Bernhard Nickel (1794–1879), deutscher Förster und Politiker

### C
- Carl Nickel (1804–1874), deutscher Politiker, nassauischer Landtagsabgeordneter
- Christian Nickel (* 1969), deutscher Schauspieler und Theaterregisseur
- Claudia Nickel, deutsche Architektin

### D
- Diethard Nickel (1939–2023), deutscher Altphilologe und Medizinhistoriker
- Dietmar Nickel, deutscher Jurist

### E
- Eberhard Nickel (1900–1970), deutscher Politiker (ZENTRUM, CDU)
- Eckhart Nickel (* 1966), deutscher Schriftsteller und Journalist
- Edgar Nickel, deutscher Poolbillardspieler
- Egon Nickel (1893–1941), deutscher Politiker der KPD
- Ernest Henry Nickel (1925–2009), kanadisch-australischer Mineraloge
- Ernst Nickel (1902–1989), deutscher Lehrer und Prähistoriker
- Ernst-Adelbert Nickel (1920–1992), deutscher Veterinärmediziner und Hochschullehrer
- Erwin Nickel (1921–2005), deutscher Mineraloge sowie Parawissenschaftler und Paranormologe

### F
- Franziska Nickel (* 1978), deutsche Fußballspielerin
- Frieda Nickel (1889–1970), deutsche Politikerin (SPD)
- Friedrich Nickel (1910–1985), österreichischer Comiczeichner

### G
- Georg Nickel (1950–2015), deutscher Grafiker und Zeichner
- Gerhard Nickel (1928–2015), deutscher Linguist und Mediävist
- Gitta Nickel (1936–2023), deutsche Regisseurin
- Goswin Nickel (1582–1664), deutscher General der Societas Jesu
- Gregor Nickel (* 1966), deutscher Mathematiker und Hochschullehrer
- Günter Nickel (Fußballspieler) (* 1935), deutscher Fußballspieler
- Günter Nickel (Manager) (* 1950), deutscher Industriemanager
- Günther Nickel (* 1946), deutscher Leichtathlet
- Gunther Nickel (* 1961), deutscher Literaturwissenschaftler

### H
- Hans Nickel (Ruderer) (1907–1946), deutscher Ruderer
- Hans Nickel (Maler) (1916–1986), deutscher Maler
- Hans Nickel (Musiker) (* 1958), niederländischer Musiker (Tuba) und Hochschullehrer
- Hans-Wolfgang Nickel (1933–2024), deutscher Spiel- und Theaterpädagoge
- Harald Nickel (1953–2019), deutscher Fußballspieler
- Hartmut Nickel (1944–2019), deutscher Eishockeyspieler und -trainer
- Heiko Nickel (* 1962), deutscher Fußballspieler
- Heinrich Nickel (Offizier) (1894–1979), deutscher Generalleutnant
- Heinrich L. Nickel (1927–2004), deutscher Kunsthistoriker, Byzantinist und Hochschullehrer
- Heinz Nickel (Künstler) (1919–2003), deutscher Künstler, Maler, Grafiker und Hochschullehrer
- Helene Nickel (1848–1894), deutsche Stifterin
- Helmut Nickel (1924–2019), deutscher Kunsthistoriker, Waffenhistoriker, Comiczeichner und -autor
- Herman W. Nickel (* 1928), US-amerikanischer Diplomat und Journalist
- Hildegard Maria Nickel (* 1948), deutsche Soziologin
- Horst Nickel (Politiker) (1918–1987), deutscher Politiker (CDU)
- Horst Nickel (Psychologe) (1929–2012), deutscher Psychologe und Hochschullehrer
- Horst Nickel (Biathlet) (1934–2023), deutscher Biathlet

### I
- Isolde Nickel, deutsche Fußballspielerin

### J
- Jens Nickel (* 1965), deutscher World Tenpin Masters champion
- Jochen Nickel (* 1959), deutscher Schauspieler
- Johann Heinrich Nickel (1829–1908), deutscher Politiker und Kaufmann
- Johannes Nickel (1858–1945), deutscher Konteradmiral
- Jörg Nickel (* 1967), deutscher Politiker (Grüne), MdL
- Josef Nickel (1890–1962), deutscher Maler
- Joseph Nickel (1802–1855), deutscher katholischer Geistlicher und Theologe
- Jost Nickel (Flötist) (1942–2017), deutscher Flötist und Musikpädagoge
- Jost Nickel, Pseudonym von Dietmar Bittrich (* 1958), deutscher Schriftsteller
- Jost Nickel (Sprachforscher) (1968–2009), deutscher Linguist
- Jost Nickel (Schlagzeuger) (* 1970), deutscher Schlagzeuger

### K
- Kai Nickel (* 1968), deutscher TV-Moderator, -Regisseur, Journalist und Fotograf
- Karl Nickel (1924–2009), deutscher Mathematiker
- Karl-Heinz Nickel (1925–2006), deutscher Handballtrainer

### L
- Lukas Nickel (* 1964), deutscher Kunsthistoriker

### M
- Markus Nickel (* 1966), deutscher Kirchenmusiker
- Markus Adam Nickel (1800–1869), deutscher katholischer Theologe
- Monika Nickel (* 1957), deutsche katholische Theologin

### N
- Neele Marie Nickel (* 2000), deutsche Schauspielerin

### O
- Otto Nickel (* 1904–?), deutscher Radrennfahrer

### R
- Rafael Nickel (* 1958), deutscher Fechter
- Rainer Nickel (* 1940), deutscher Altphilologe und Didaktiker
- Reinhold Nickel (1913–1983), deutscher Politiker (NDPD)
- Richard Nickel (1928–1972), polnisch-US-amerikanischer Architekturfotograf und Denkmalpfleger
- Rüdiger Nickel (* 1945), deutscher Leichtathletikfunktionär
- Rudolf Nickel (1890–1975), deutscher Maler, Grafiker, Bildhauer und Holzschnitzer

### S
- Susanne Nickel (1967–2016), deutsche Buchkünstlerin

### T
- Tamara Nickel (* 1971), deutsche Künstlerin und Grafik-Designerin
- Theodor Hoelty-Nickel (1894–1986), deutsch-amerikanischer Theologe und Musiker
- Thorsten Nickel (* 1966), deutscher Schauspieler und Kampfsportler
- Toni Nickel (* 2001), deutscher Basketballspieler

### U
- Ursula Keusen-Nickel (* 1932), deutsche Violoncellistin, Komponistin und Musikpädagogin
- Ursula Schalück-Nickel (* 1956), deutsche Meisterin im Hürdenlauf; Künstlerin
- Uta Nickel (* 1941), deutsche Politikerin (SED, PDS)
- Uwe Nickel (* 1942), deutscher Grafiker und Maler

### V
- Volker Nickel (* 1970), deutscher Komponist

### W
- Walter Nickel (Bankmanager) (1902–1973), deutscher Bankmanager
- Walter Nickel (Radsportler) (* 1910), deutscher Radrennsportler
- Walter Nickel (Maler) (1930–2015), deutscher Maler und Grafiker
- Walter Nickel (Schauspieler) (* 1941), deutscher Schauspieler
- Werner Nickel (Künstler) (1935–2016), deutscher Künstler, Kunstmaler und Bildhauer
- Werner Nickel (Fußballspieler) (* 1951), deutscher Fußballspieler
- Wiley Nickel (* 1975), US-amerikanischer Politiker der Demokratischen Partei
- Wilhelm Nickel (1887–?1940), deutscher Polizeibeamter
- Wilhelm Nickel (SS-Mitglied) (1906–nach 1971), deutscher SS-Offizier
- Wolfgang Nickel (Eishockeyspieler) (1929–2019), deutscher Eishockeyspieler und -trainer
- Wolfgang Nickel (Glaskünstler) (* 1960), deutscher Glasgestalter, Maler und Grafiker